# Los Cortijos
Los Cortijos település Spanyolországban, Ciudad Real tartományban. Los Cortijos Retuerta del Bullaque, Los Yébenes, Fuente el Fresno és Malagón községekkel határos. Lakosainak száma 847 fő (2024).

## Népesség
A település népessége az elmúlt években az alábbi módon változott:
| Lakosok száma | 1059 | 1005 | 1015 | 986  | 992  | 951  | 934  | 884  | 876  | 847  |
|               | 2001 | 2004 | 2006 | 2009 | 2011 | 2014 | 2016 | 2019 | 2021 | 2024 |